# Wildberg (Reichshof)
Wildberg ist eine von 106 Ortschaften der Gemeinde Reichshof im Oberbergischen Kreis im nordrhein-westfälischen Regierungsbezirk Köln in Deutschland.

## Lage und Beschreibung
Wildberg liegt südöstlich der Wiehltalsperre nahe der Kreis- und Landesgrenze zum Landkreis Altenkirchen bzw. Rheinland-Pfalz, die nächstgelegenen Zentren sind Gummersbach (15 km nordwestlich), Köln (64 km westlich) und Siegen (25 km südöstlich).

## Geschichte

### Erstnennung
1258 wurde der Ort das erste Mal urkundlich erwähnt: „In einem Schiedsspruch – ,Großer Schied’ – über die Abgrenzung der Rechte der Stadt Köln und des Erzbischofs Konrad von Hochstaden wird die Münzstätte in Wielberg genannt.“ 
Die Schreibweise der Erstnennung war Wielberg.
Wildberg gehört zum Reichshof. Dieser wurde von Kaiser Barbarossa dem Bischof Rainhard von Dassel wegen seiner Kreuzzug-Verdienste geschenkt. In Wildberg gab es bis 1911 ein großes Silber-, Blei- und Zinkbergwerk. Aus diesem Silber wurde der „Wildberger Taler“ geprägt. Im frühen Mittelalter waren die Grafen zu Berg die Herren des Reichshofs und somit auch der Wildberger Grube. Das Bergwerk wurde 1911/1912 geschlossen (zuletzt in Besitz einer englischen Company), weil es unrentabel wurde und die Berg-Gewerkschaft Konkurs anmelden musste.
Wildberg liegt unmittelbar an den Grenzen zu Westfalen, Rheinland-Pfalz, den Regierungsbezirken Arnsberg, Koblenz, den Landkreisen Altenkirchen und Olpe, den Gemeinden Wenden (Westfalen) und Friesenhagen (Rheinland-Pfalz) sowie den Erzbistümern Köln und Paderborn.

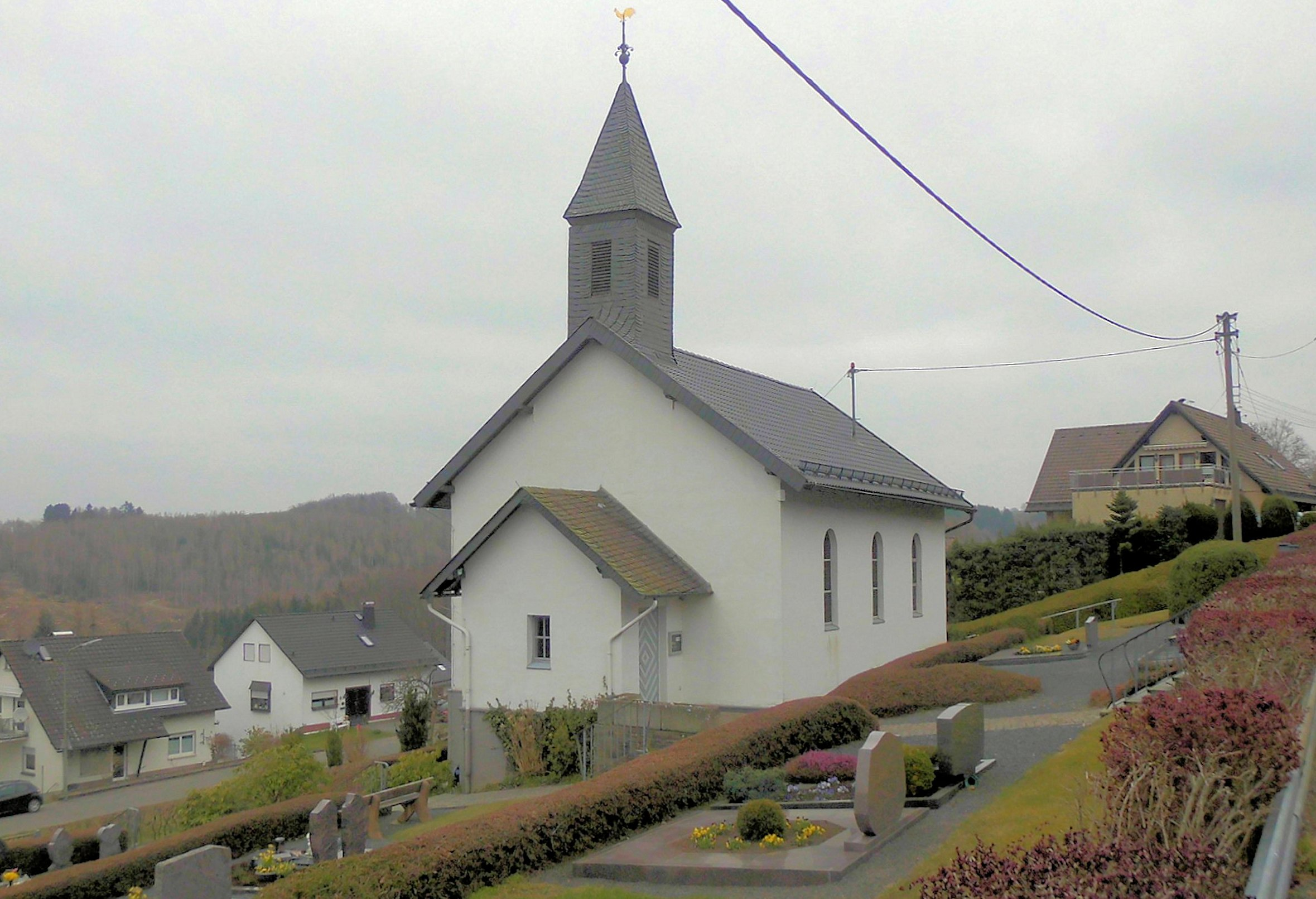
Kapelle Wildberg

| Bevölkerungsentwicklung | Bevölkerungsentwicklung |
| Jahr                    | Einwohner               |
| ----------------------- | ----------------------- |
| 1991                    | 432                     |
| 2005                    | 496                     |
| 2008                    | 494                     |
| 2017                    | 508                     |
| 2018                    | 514                     |
| 2019                    | 508                     |